# Ибн Хальдун
Абу Зейд Абдуррахма́н ибн Мухаммад ибн Хальду́н аль-Ха́драми, более известный как Ибн Хальду́н или Ибн Халду́н (араб. ابن خلدون‎; 27 мая 1332, Тунис — 17 марта 1406, Каир; 732—808 гг. хиджры) — арабский мусульманский философ, историк, социальный мыслитель.

## Биография
Родился в 1332 году в городе Тунисе.
Его полное имя: Абу Зейд Абдуррахман ибн Мухаммад ибн Хальдун аль-Хадрами аль-Ашбили. Родители — выходцы из мусульманской Испании. Изучив в родном городе Коран, хадисы, право, грамматику, пиитику, служил у маринидского султана Абу Инана в Фесе. Придворные интриги заставили его уехать в Испанию (1362); здесь он сочинил трактат по логике и несколько стихотворений; по поручению гранадского эмира вёл переговоры о мире с Педро Кастильским.
В эпоху Ибн Хальдуна в Северной Африке не было стабильной, долговременной власти. У Ибн Халдуна сложились непростые отношения с конфликтовавшими между собой правителями. Как он сам писал, в «политике нет верности». Он постоянно мигрировал из одного государства Северной Африки в другое. В результате он хорошо узнал, как устроена в них власть, а также изучил обычаи разных арабских и берберских племен. В 1365 году он достиг вершины своей карьеры, став главой административного аппарата хафсидского эмирата Беджая (Алжир). Но это благополучие длилось лишь несколько лет, и Ибн Хальдун снова был вынужден скитаться. Весной 1375 года Абу Хамму II, эмир Тлемсена из династии Абдалвадидов, послал его к вождям арабского племени бану ариф из племенного союза дававида. Абу Хамму вел войну с султанами из династии Маринидов, и ему была нужна военная поддержка, а Ибн Хальдун пользовался у бану ариф непререкаемым авторитетом из-за его учености. После этого Ибн Хальдун отошел от политических интриг. Он писал: «Я обосновался вместе со своей семьей в Кал‘ ат ибн Салама, укрепленном замке…. который дававида получили от султана в икта. Там я провел четыре года и начал составление своего труда: завершил Мукаддиму, труд необычный по своему плану… Во время длительного пребывания в замке я совершенно оставил дела Магриба и дела Тлемсена для того, чтобы полностью отдаться своему труду. По окончании Мукаддимы, перейдя к истории арабов и берберов, я почувствовал необходимость в книгах…» Поэтому он отправился в Тунис, где начал преподавать и продолжал писать книги. 
С 1382 года жил в Каире, занимая должность профессора, а затем верховного кади (шариатский судья) маликитов. Честность доставляла ему много врагов, так что несколько раз его смещали, но потом опять призывали на должность. Когда в 1400 году в Сирию, владения египетского султана Фараджа ан-Насира, вторгся Тамерлан, Ибн Хальдун, по словам Ибн Арабшаха, сопровождал туда своего повелителя, сумел очаровать Тамерлана своим обращением и был отпущен в Каир на ту же должность верховного кади (1400).

## Экономическая теория
Труды Ибн Хальдуна по экономике актуальны и сегодня. В своём историческом труде «Мукаддима» (Введение в историю) Ибн Хальдун анализировал причины подъёма и упадка стран и народов. Он делал акцент на уменьшении государственных издержек на наемную армию и был против налогообложения и тарифов, препятствующих торговле и производству. Ибн Хальдун считал, что бюрократия не в состоянии эффективно управлять коммерческой деятельностью из-за слабой мотивации и обученности. Считал, что в тех странах, где в торговле и производстве участвует государство, следует ожидать относительное понижение экономического излишка и упадок. Эти и другие экономические принципы Ибн Хальдун считал необходимым условием построения цивилизованного общества. Учёный открыл огромное количество фундаментальных понятий экономики. Ещё до Адама Смита им была открыта ценность и необходимость разделения труда. Он опередил Давида Рикардо в открытии трудовой теории стоимости и до Джона Кейнса рассмотрел роль государства в стабилизации экономики.
Экономика
Ибн Хальдун является первым экономистом, который систематизировал функции экономики, указал на важность технической базы, специализации производства и внешней торговли для получения экономического излишка. Он проанализировал роль государства и его политику стабилизации как средство обеспечения производительности и занятости населения. Его интересовали вопросы оптимального налогообложения, сокращения государственных служб, льготы и средства материального стимулирования. Организационная структура, экономические ожидания, нормативно-правовая база, теория стоимости, экономика производства и другие вопросы вошли в сферу его научных интересов.
Ибн Хальдун стал первым учёным, который был вооружён представлением об экономическом излишке. Он предложил биологическую теорию подъёма и упадка наций, а его стройная общая экономическая теория определяла и его подход к истории. До Ибн Хальдуна не было учёного, который бы создал столь последовательную теорию общей экономики, объясняющую и предсказывающую подъём и упадок цивилизаций, стран и империй. Его учение позволяет предсказать, насколько жизнеспособным является то или иное государство, а также эмпирически и теоретически объясняет последствия государственной политики в области производства и торговли.
Государство
По мнению Ибн Хальдуна роль государства заключается в охране закона и порядка, способствующих хозяйственной деятельности, а также — в защите имущественных прав, торговых путей, мира и стабильности. Особую роль в улучшении экономической активности играет оптимальное (минимальное) налогообложение, не препятствующее производству и торговле. Чрезмерное обложение налогом экономического излишка, увеличение размеров бюрократического аппарата и армии приводит к ослаблению торговли и производства, вследствие чего уменьшается экономический излишек. По словам Ибн Хальдуна, «рост абсолютной власти в государстве является причиной упадка экономического процветания и, как следствие, государства и города». Уменьшение совокупного дохода государства требует новых мер для повышения этого дохода, среди которых: налоги в натуральной форме, акцизы, конфискации, а также прямое вмешательство государства в экономическую деятельность.
Ибн Хальдун считал, государство должно заниматься организацией общественных служб для создания рабочих мест, строить дороги и принимать меры для поощрения торговли и производства. Вмешательство государства в коммерцию приведёт к разрастанию бюрократической системы и наёмной армии, в результате чего предприниматели не смогут нормально заниматься торговлей и получать прибыль от своих предприятий. Результатом экономического упадка может быть исход населения городов и промышленных центров в альтернативные места проживания, что приводит к падению спроса на товары и ещё больше усугубляет ситуацию. По Ибн Хальдуну, самое лучшее государство — государство с минимальным бюрократическим аппаратом, минимальной армией и минимальным налогообложением, которое занимается обеспечением законности и порядка.
Специализация и экономический излишек
Ибн Хальдун считал, что разделение труда является важным источником экономического излишка, а предпринимательская заинтересованность зависит от благоприятности среды для специализации. Об обособлении различных видов трудовой деятельности и принципе массового производства Ибн Хальдун говорил следующее:
«Каждый отдельный вид ремесла нуждается в работниках, причём, в опытных работниках. Чем более многочисленны и разнообразны этапы производства в том или ином ремесле, тем больше людей в него вовлечены. Причём каждая группа работников занимается своим делом. Постепенно в ремесле все более четко выявляются различные виды работ, люди, которые ими занимаются, приобретают все больший опыт в том, что делают. Время и постоянные повторения одних и тех же действий способствуют созданию и укоренению ремёсел».
Ибн Хальдун считал важным обучение на практике и повышение профессиональной квалификации. Он дал краткое экономическое обоснование разделения труда и считал, что в функции предпринимателей входит согласование и обеспечение взаимодействия факторов производства в соответствии с рыночными силами. По мнению Ибн Хальдуна разделение труда является источником экономического излишка, если выполнены условии взаимодействия и согласованности факторов производства. Он также указал на то, что «прибыль, которую извлекает человек, есть стоимость, полученная от его труда».

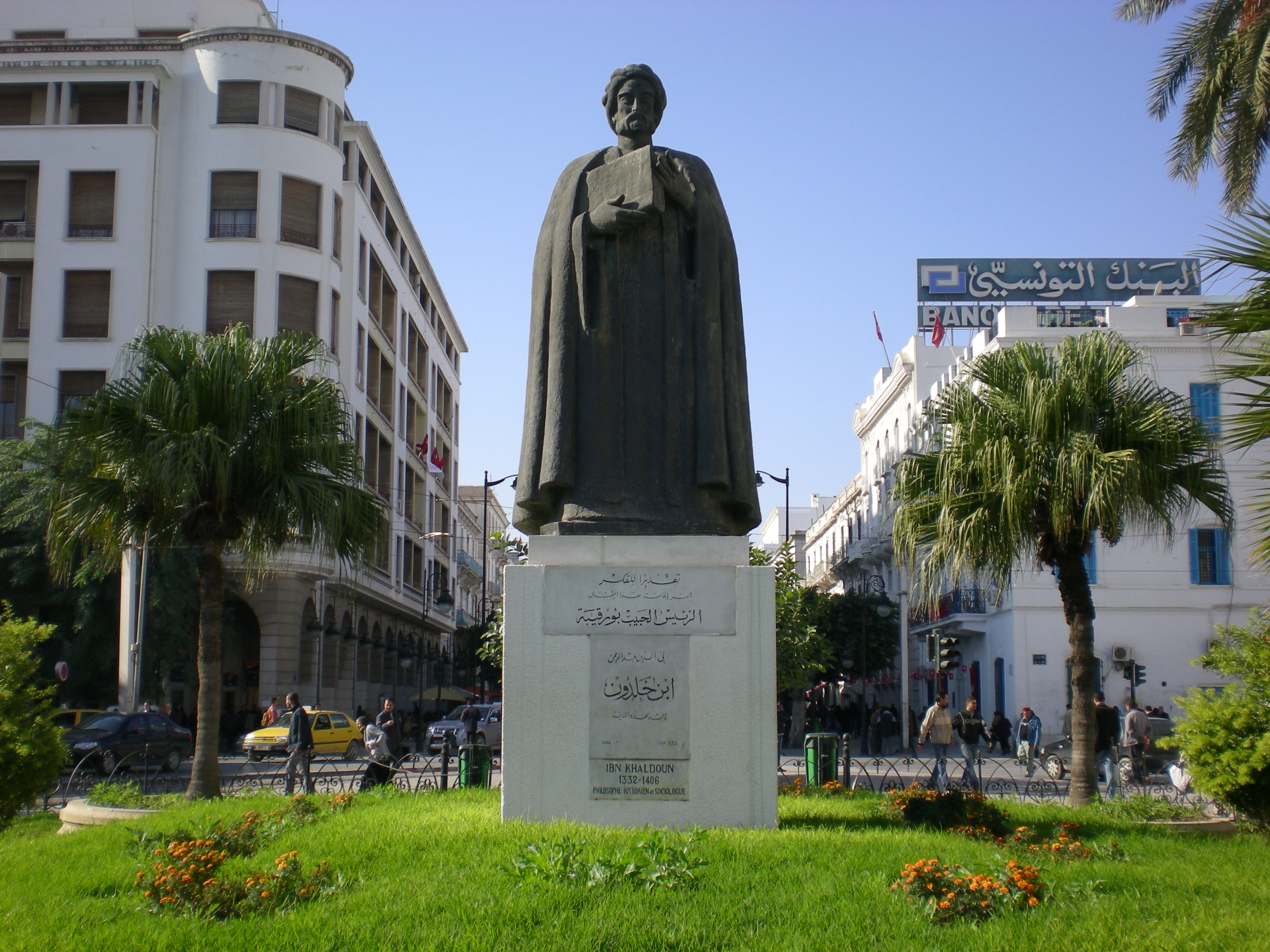
Памятник Ибн Хальдуну в Тунисе (2007)

Ибн Хальдун считал, что прибыль является первопричиной коммерческих начинаний, а работники и предприниматели стараются получить максимальную отдачу от своей деятельности в виде прибылей и заработной платы. Для Ибн Хальдуна «коммерция подразумевает прибыль за счёт роста капитала путём покупки товаров по низкой цене и их продажи по высокой цене». Он считал важными для роста экономики согласованность, взаимодействие и направленность факторов производства на повышение экономического излишка.
Спрос и предложение
Ещё в XIV веке Ибн Хальдун постулировал, что цена товаров и услуг определяется спросом и предложением. Если товар редок и пользуется спросом, его цена высока, а если товара много и он не пользуется спросом, то его цена будет низкой. Предприниматель в погоне за прибылью будет покупать товар там, где он дешевле и не является дефицитным, и будет продавать там, где он пользуется спросом, по более высокой цене.
Кредитно-денежная политика
Ибн Хальдун отстаивал стабильную кредитно-денежную политику и был против того, чтобы власти играли на стоимости валюты. Он считал, что искусственная инфляция приводит к потере доверия к валюте со стороны населения. Одним из приоритетов политики государства должна быть защита покупательной способности денег, для чего необходимо создавать независимые кредитно-финансовые учреждения. Говоря о количестве денег, Ибн Хальдун утверждал, что «количество денег не имеет значения для благосостояния страны». По его мнению, монетарная политика должна быть стабильной, продуманной и направленной на защиту покупательной способности денег, а население должно быть защищено от обесценивания денег.
Фиксирование цен
Ибн Хальдун был противником вмешательства государства в формирование цен на товары и услуги. Политика, в которой правитель скупает товары по самой низкой цене, а затем продаёт этот же товар по выгодной ему цене, по мнению Ибн Хальдун влечёт за собой следующие последствия:
1. «Фермеры и торговцы больше не способны самостоятельно заниматься торговлей, которая позволяла им зарабатывать и обеспечивать себя».
2. Став постоянной, подобная практика «лишает их любой инициативы в предпринимательстве, что разрушает бюджетно-налоговую структуру»[19].
3. «Со временем участие правителя в торговле может привести к разрушению культуры и цивилизации».
4. Политика фиксированных цен «ещё более опасна, вредна и разрушительна для субъектов предпринимательства, чем участие государства в коммерции или сельском хозяйстве, которое быстро оборачивается вредом для предпринимателей, становится губительным для их доходов и снижает культурную активность»[20].

Право собственности
Ибн Хальдун считал, что право собственности является залогом выживания цивилизации, а защита и обеспечение имущественных прав должны быть закреплены законодательно. По его мнению, «когда пропадает мотив приобретать и получать имущество, человек не предпринимает никаких усилий для его приобретения. Степень и частота нарушений права собственности определяет, насколько ослабевают усилия субъекта, направленные на приобретение имущества». Ибн Хальдун связывал право собственности со справедливостью, а посягательство на собственность считал актом несправедливости. Он считал, что при отсутствии справедливости «совершается уничтожение человеческого рода», и, следовательно, несправедливость должна быть запрещена.

## Дипломат
При приближении войск Тамерлана к Дамаску Ибн Халдун был отправлен на переговоры. Во время встречи с Тамерланом Ибн Халдун изложил последнему свою теорию племенной солидарности. Практических последствий встреча не имела.

## Труды
«Я писал о падении величественных городов, исчезновении королевств, возвышении и низложении династий, жестокости за жестокостью, безрассудстве за безрассудством, извержениях, массовых убийствах, голоде, эпидемиях и осквернениях».
Ибн Хальдун прославился как историк. Его сочинение «Книга назиданий по истории арабов, персов и берберов и их современников, имевших большую власть» («Китаб аль-ибар ва диван аль-мубтада ва аль-кхабар фи айям аль-араб ва аль-аджам ва аль-барбар ва ман асарахум мин зауи ас-султан аль-акбар» араб.  كتاب العبر وديوان المبتدأ والـخبر في أيام العرب والعجم والبربر ومن عاصرهم من ذوي السلطان الأكبر‎), или «Большая история», состоит из введения и трёх частей:
1. Введение о превосходстве науки истории («Аль-мукаддима фи фадли ыльм ит-тарикх»; араб. المقدمة في فضل علم التاريخ‎).
2. О природе общественной жизни («Фи табиат аль-умран»; араб. الكتاب الأول في طبيعة العمران‎).
3. Об арабах, их поколениях и государствах с сотворения до наших дней («Фи акхбар аль-араб уа аджйалихим уа дуалихим мунзу бад иль-кхалика иля хаз аль-ахд»; араб. الكتاب الثاني في أخبار العرب وأجيالهم ودولهم منذ بدء الخليقة الى هذا العهد‎).
4. О берберах («Аль-бербер»; араб. الكتاب الثالث البربر‎).

В востоковедческой литературе принято называть первую часть «Китаб аль-Ибар» вместе с авторским предисловием и «Введением о превосходстве науки истории» одним общим наименованием — «Мукаддима», «Пролегомены», или «Введение».
«Мукаддима» образует самостоятельный трактат. Содержание её:
- смысл истории, значение исторической критики и приемы её, источники исторических ошибок;
- географический обзор земного шара, мысли о физическом и нравственном влиянии климата и почвы на людей;
- способы познания истины; эволюции форм семейной, общественной и государственной жизни;
- развитие экономическое и умственное;
- разложение государства;
- значение труда в благосостоянии государства;
- обзор различных отраслей ремесел и искусств;
- классификация наук.

«Мукаддима», по справедливости, считается замечательным произведением. Высказанные в ней идеи являются одной из основ современной клиодинамики.
Ибн Хальдун придерживался концепции цикличности истории. По его мнению, жизненный цикл государства обычно не превышает срок жизни трёх поколений.
Первое поколение, живущее на «открытом пространстве», без городской культуры и государственной власти, ещё имеет нравы примитивного общества. Чаще всего это кочевники-скотоводы, но могут быть и примитивные земледельческие общества.
Второе поколение начинает жить «в огороженных пространствах» (в городах), появляется единоличная власть. Люди начинают жить в роскоши, намечается раскол в структуре общества.
Третье поколение становится «нахлебником» государства, упиваясь роскошью и мнимой безопасностью, и становится неспособным защищать государство. Тогда правитель вынужден прибегать к помощи других защитников: «Он во множестве привлекает перешедших под покровительство и вербует тех, кто приносит хоть какую-то пользу государству, пока Бог не решит его участь. Тогда государство со всем, что имело, погибает».
Ибн Хальдуном также написаны: автобиография («Ат-таариф би Ибн Хальдун уа рихляту-ху гарбан уа шаркан»; араб. التعريف بابن خلدون ورحلته غربا وشرقا‎), работа по суфизму («Шифа ус-саиль уа тахзиб уль-масаиль»; араб. شفاء السائل وتهذيب المسائل‎) и трактат, который в библиографическом списке к переводу «Мукаддима», выполненному Францем Роузенталем, назван трактатом по логике (англ. Treatise on logic) — «Любаб уль-мухассаль фи усуль ид-дин» (араб. لباب المحصل في أصول الدين‎).

## Изучение наследия
Изучение научного творчества Ибн Хальдуна было начато в первые десятилетия XIX века французскими востоковедами во главе с Сильвестром де Саси. Мехмет Пиризаде перевёл «Мукаддима» на турецкий язык, переработав её в стилистическом отношении. Этьен Катрмер напечатал весь арабский текст «Мукаддима» в «Notices et extraits» (tt. XVI—XVIII, Пар. 1858); полный французский перевод «Мукаддима» осуществил барон де Слейн. Полный перевод «Китаб ал-Ибар» на русский язык отсутствует.

### Переводы на русский язык
- «Введение (фрагменты)». Перевод С. М. Бациевой // Избранные произведения мыслителей стран Ближнего и Среднего Востока. IX—XIV в. М., 1961, С. 559—628.
- Пролегомены к «Книге поучительных примеров и дивану сообщений о днях арабов, персов и берберов и их современников, обладавших властью великих размеров» // Мировая экономическая мысль: Сквозь призму веков: В 5 т. Т.1: От зари цивилизации до капитализма / Ред. Г. Г. Фетисов.; Моск. гос. ун-т им. М. В. Ломоносова, Благотвор. фонд «Благосостояние для всех». — М.: Мысль. — 2004. — 718 с. — (250 лет Московскому Государственному Университету им. М. В. Ломоносова.) — ISBN 5-244-01039-5.
- «Введение (ал-Мукаддима)». Составление, перевод с арабского и примечания А. В. Смирнова // Историко-философский ежегодник 2007. М., 2008. С. 187—217. Архивировано 18 февраля 2019 года.
- Введение в историю (ал-Мукаддима). Фрагменты. Перевод с арабского, комментарии и примечания И. Л. Алексеева, А. В. Душак и А. Ш. Столыпинской // Pax Isamica, 1/2008, c.15-21.